# Estaire

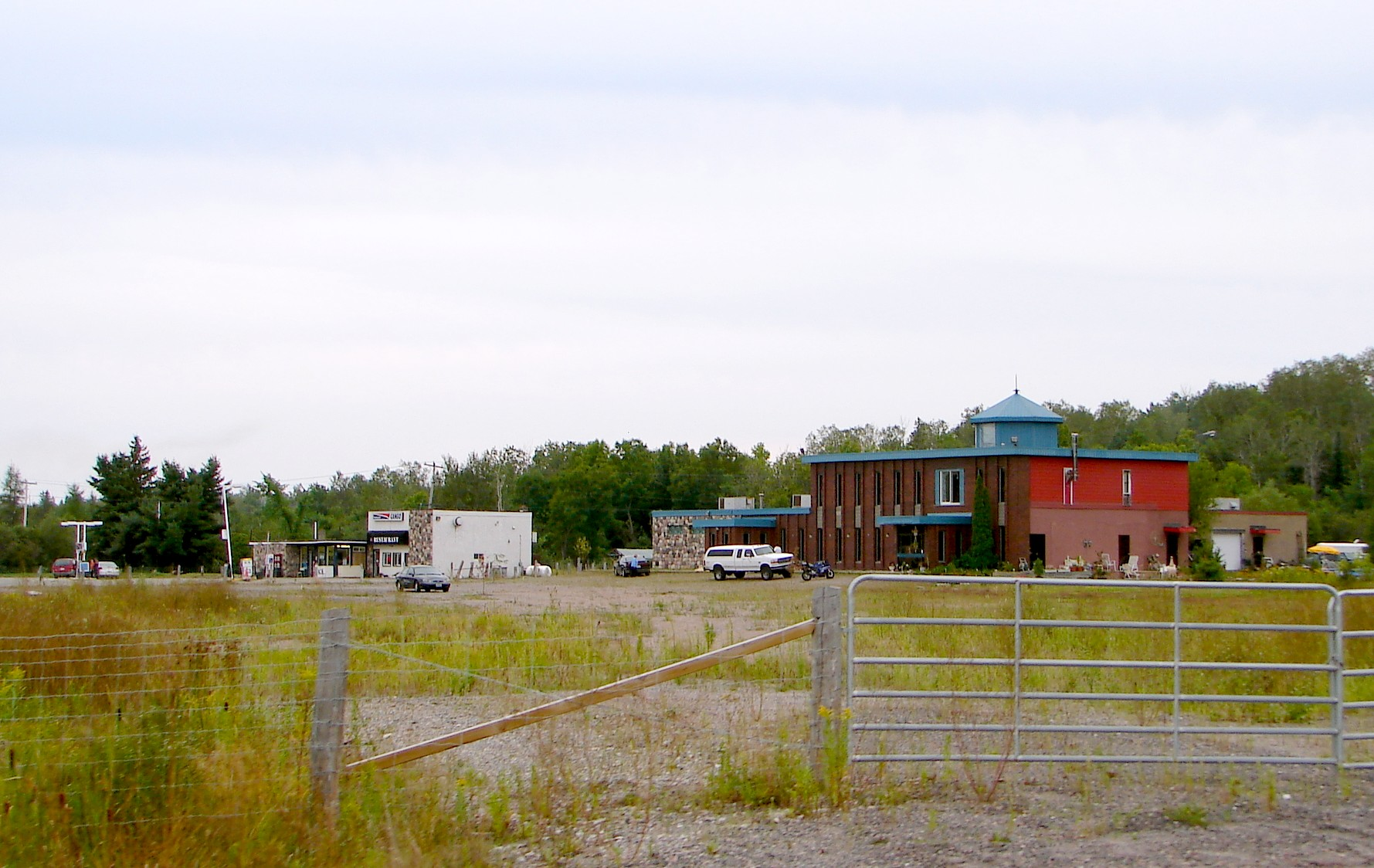
Estaire

Estaire ist ein gemeindefreies Gebiet (unincorporated community) in der kanadischen Provinz Ontario. Es liegt in der Township Burwash, ungefähr fünf Kilometer südlich der Stadtgrenze von Greater Sudbury. Im kanadischen Zensus wird sie zum Sudbury District Unorganized North Part gezählt.
Estaire lag früher direkt am Highway 69, der von 2005 bis 2009 zu einer vierstreifigen Autobahn (freeway) ausgebaut wurde. Der frühere Highway 69, der von Sudbury aus südlich verläuft, trägt nun den Namen Estaire Road – die Anschlussstelle für Estaire liegt in Nelson Road.
Estaire hat eine geringe Wohnbevölkerung, ist aber hauptsächlich ein aus Cottage-Häusern bestehender Erholungsort. Der nahegelegene Lake Nepewassi ist einer der bedeutendsten Erholungsseen der Region.